# Restituce
Restituce je navrácení něčeho do původního stavu. Jako tzv. restitutio in integrum jde o nápravu způsobených škod obnovením původního právního stavu.

## Restituce majetku
V majetkověprávních vztazích se takto nazývá navrácení podle nového práva neoprávněně odebraného majetku původnímu majiteli. Není-li vrácena původní věc (naturální restituce), ale náhradní plnění, jedná se o reparaci či refundaci. V případě navracení státního majetku původním majitelům (nebo jejich dědicům) ji lze chápat jako opravný prostředek po násilné konfiskaci nebo znárodnění majetku státem.

### Příklady
V poválečné západní části Německa došlo po návratu k tradičním právním základům k restitucím majetku vyvlastněného ve 30. a 40. letech podle nacistických zákonů.
V České republice a dalších postkomunistických zemích je tímto termínem označováno navrácení znárodněného nebo konfiskovaného majetku bývalým soukromým vlastníkům, církvím a jiným institucím po roce 1989. Tento proces začal probíhat na základě vyvíjejícího se práva a není proto ještě uzavřen. Pro Českou republiku bylo rozhodné období od 25. února 1948 do 1. ledna 1990.
- „Malá restituce” na základě zákona č. 403/1990 Sb.
- Restituce mimosoudními rehabilitacemi na základě zákona č. 87/1991 Sb.
- Restituce historického majetku obcí na základě zákona č. 172/1991 Sb.
- Restituce židovského majetku na základě zákona č. 212/2000 Sb.
- Restituce církevního majetku na základě zákona č. 428/2012 Sb.